# Brian Vandborg
Brian Vandborg, né le 4 décembre 1981 à Herning, est un coureur cycliste danois. Professionnel de 2004 à 2013, il a été champion du Danemark du contre-la-montre en 2006.

## Biographie
En 2002 et 2003, Brian Vandborg est champion du Danemark du contre-la-montre espoirs. Il est également champion du Danemark sur route espoirs en 2002, et du contre-la-montre par équipes en 2003. Il prend la troisième place du championnat du Danemark du contre-la-montre élites en 2003.
Il devient professionnel dans l'équipe CSC en 2004. Il est à nouveau troisième du championnat du Danemark du contre-la-montre cette année-là, deuxième en 2005. Il dispute son premier grand tour, le Tour d'Espagne, en 2004. En 2005, il gagne une étape du Tour de Géorgie et participe au Tour d'Italie, où il est équipier d'Ivan Basso. En 2006, il devient champion du Danemark du contre-la-montre et remporte avec CSC l'Eindhoven Team Time Trial, contre-la-montre par équipes de l'UCI ProTour. Il se classe 2e du Chrono des Herbiers, 3e du Circuit de la Sarthe et 4e du championnat du monde du contre-la-montre.
En 2007, Brian Vandborg rejoint l'équipe américaine Discovery Channel, en compagnie du leader de CSC, Ivan Basso. L'équipe disparaît en fin d'année et Vandborg rejoint l'équipe danoise GLS en 2008. Il est sélectionné en équipe nationale pour les Jeux olympiques de Pékin. Il abandonne lors de la course en ligne et prend la 32e place du contre-la-montre.
Il est recruté par l'équipe italienne Liquigas en 2009. Avec elle, Brian Vandborg dispute deux fois le Tour de France, en tant qu'équipier de Vincenzo Nibali en 2009 et d'Ivan Basso et Roman Kreuziger en 2010.
En 2011, il revient dans l'équipe de Bjarne Riis, Saxo Bank-SunGard. Il y est équipier d'Alberto Contador, lors du Tour de France.
Sans équipe en 2012, il signe le 16 mars 2012 en faveur de la formation canadienne SpiderTech-C10. En fin d'année, l'encadrement de l'équipe Spidertech décide de suspendre l'activité de celle-ci pour l'année 2013, afin de « concentrer [ses] efforts sur l’acquisition du statut WorldTour de l’UCI » en 2014,,. Ainsi, Brian Vandborg, comme ses coéquipiers qui envisageaient de rester chez Spidertech, doit trouver une nouvelle équipe pour 2013. Il est recruté, ainsi que son coéquipier canadien Guillaume Boivin, par l'équipe italienne Cannondale, qui évolue dans le World Tour. À la fin de cette saison, son contrat avec Cannondale se termine, Vandborg n'obtient pas de contrat dans une autre formation et arrête alors sa carrière.

## Palmarès sur route

### Par année
- 2002
  -  Champion du Danemark du contre-la-montre espoirs
  - Deux Jours d'Aarhus
  - 3e du championnat du Danemark sur route espoirs
- 2003
  -  Champion du Danemark du contre-la-montre par équipes
  -  Champion du Danemark du contre-la-montre espoirs
  - 1reb et 5e étapes du Cykeltouren
  - 2e du championnat du Danemark sur route espoirs
  - 3e du championnat du Danemark du contre-la-montre
  - 3e du Eschborn-Frankfurt City Loop espoirs
- 2004
  - 3e du championnat du Danemark du contre-la-montre
- 2005
  - 4e étape du Tour de Géorgie
  - 2e du championnat du Danemark du contre-la-montre
- 2006
  -  Champion du Danemark du contre-la-montre
  - Eindhoven Team Time Trial (avec l'équipe CSC)
  - 2e du Chrono des Herbiers
  - 3e du Circuit de la Sarthe
  - 4e du championnat du monde du contre-la-montre
- 2007
  - 2e étape du Tour de l'Ain
  - 2e du championnat du Danemark du contre-la-montre
- 2008
  -  Champion du Danemark du contre-la-montre par équipes
  - 3e étape du Tour du Loir-et-Cher
  - 2e du Circuit des Ardennes
- 2013
  -  Champion du Danemark du contre-la-montre

### Résultats sur les grands tours

#### Tour de France
4 participations
- 2009 : 116e
- 2010 : 128e
- 2011 : 125e
- 2013 : 155e

#### Tour d'Italie
2 participations
- 2005 : 140e
- 2007 : abandon

### Tour d'Espagne
1 participation
- 2004 : abandon (17e étape)